# Ben F. Caldwell
Ben Franklin Caldwell (* 2. August 1848 bei Carrollton, Illinois; † 29. Dezember 1924 in Springfield, Illinois) war ein US-amerikanischer Politiker. Zwischen 1899 und 1909 vertrat er zweimal den Bundesstaat Illinois im US-Repräsentantenhaus.

## Leben
Im Jahr 1853 zog Ben Caldwell mit seinen Eltern in die Nähe von Chatham, wo er die öffentlichen Schulen besuchte. Danach betätigte er sich in der Landwirtschaft. Gleichzeitig schlug er als Mitglied der Demokratischen Partei eine politische Laufbahn ein. In den Jahren 1877 und 1878 gehörte er dem Bezirksrat im Sangamon County an; von 1882 bis 1886 war er Abgeordneter im Repräsentantenhaus von Illinois. Danach saß er von 1890 bis 1894 im Staatssenat. In jenen Jahren wurde Caldwell auch im Bankgewerbe tätig. Von 1885 bis 1898 fungierte er als Präsident der Farmers’ National Bank of Springfield. Er war auch Präsident der Caldwell State Bank of Chatham.
Bei den Kongresswahlen des Jahres 1898 wurde Caldwell im 17. Wahlbezirk von Illinois in das US-Repräsentantenhaus in Washington, D.C. gewählt, wo er am 4. März 1899 die Nachfolge des Republikaners James A. Connolly antrat. Nach zwei Wiederwahlen konnte er bis zum 3. März 1905 drei Legislaturperioden im Kongress absolvieren. 1904 wurde er nicht bestätigt. Zwei Jahre darauf wurde Caldwell im 21. Distrikt seines Staates erneut in den Kongress gewählt, wo er zwischen dem 4. März 1907 und dem 3. März 1909 eine weitere Legislaturperiode absolvierte. Im Jahr 1908 verzichtete er auf eine weitere Kandidatur.
Nach dem Ende seiner Zeit im US-Repräsentantenhaus arbeitete Ben Caldwell wieder im Bankgewerbe. Er starb am 29. Dezember 1924 in Springfield, wo er auch beigesetzt wurde.